# Ctenothea ornata
Ctenothea ornata är en fjärilsart som beskrevs av W. Warren 1896. Ctenothea ornata ingår i släktet Ctenothea och familjen mätare. Inga underarter finns listade i Catalogue of Life.